# Calcitriol
El calcitriol és una hormona i la forma activa de la vitamina D, que normalment es fa al ronyó. És també conegut com 1,25-dihidroxicolecalciferol. S'uneix i activa el receptor de la vitamina D al nucli de la cèl·lula, que després augmenta l'expressió de molts gens. El calcitriol augmenta el calci en sang principalment augmentant la captació de calci en els intestins.
Es pot administrar com a medicament per al tractament del calci en sang baix i l'hiperparatiroïdisme per malaltia renal, el calci baix en sang per hipoparatiroïdisme, osteoporosi, osteomalàcia i hipofosfatèmia familiar, i es pot prendre per via oral o per injecció en vena. L'administració o ingesta en quantitats excessives pot provocar debilitat, mal de cap, nàusees, restrenyiment, infeccions del tracte urinari i dolor abdominal. Els efectes secundaris greus poden incloure calci en sang elevat i anafilaxi.
El calcitriol es va identificar com la forma activa de la vitamina D el 1971 i el fàrmac es va aprovar per a ús mèdic als Estats Units el 1978. A Espanya està comercialitzat com a Rocaltrol i alguna forma farmcètica està disponible com a medicament genèric. Està a la Llista de l'Organització Mundial de la Salut. de Medicaments Essencials.